# 그녀는 당신에게 반하지 않았다
《그녀는 당신에게 반하지 않았다》(이하 그당반)는 2011년 11월 30일부터 2012년 3월 7일까지 XTM에서 총 14부작으로 방송되었던 예능 방송 프로그램이다.

## 방송 목록
| 회차 | 방송 일자        | 남자 출연 자 | 최종 선택 녀 | 결과             |
| ---- | ---------------- | ------------ | ------------ | ---------------- |
| 1    | 2011년 11월 30일 | 송영섭       | 한유리       | 배드 걸          |
| 2    | 2011년 12월 7일  | 이재후       | 황수정       | 굿 걸 (1호 커플) |
| 3    | 2011년 12월 14일 | 전호영       | 황현숙       | 굿 걸 (2호 커플) |
| 4    | 2011년 12월 21일 | 신상영       | 김서윤       | 배드 걸          |
| 5    | 2012년 1월 4일   | 변관일       | 이지은       | 배드 걸          |
| 6    | 2012년 1월 11일  | 여주엽       | 권정아       | 배드 걸          |
| 7    | 2012년 1월 18일  | 김성진       | 김시아       | 배드 걸          |
| 8    | 2012년 1월 25일  | 김경주       | 우민경       | 배드 걸          |
| 9    | 2012년 2월 1일   | 노광철       | 이선민       | 굿 걸 (3호 커플) |
| 10   | 2012년 2월 8일   |              |              | 나쁜여자 스페셜  |
| 11   | 2012년 2월 15일  | 김두원       | 정아미       | 배드 걸          |
| 12   | 2012년 2월 22일  | 김경완       | 주민아       | 굿 걸 (4호 커플) |
| 13   | 2012년 2월 29일  | 변종문       | 신세미       | 굿 걸 (5호 커플) |
| 14   | 2012년 3월 7일   | 서정교       | 김경윤       | 배드 걸          |